# Lendvajakabfa
Lendvajakabfa is een plaats (község) en gemeente in het Hongaarse comitaat Zala. Lendvajakabfa telt 34 inwoners (2001).